# Jakob Baromić
Jakob Baromić (otok Krk, druga polovica 16. st.), hrvatski tiskar. 
Spominje ga se kao suautora u kolofonu molitvenika Ofičje od Blažene Gospoje tiskanog arvackim pismom u Mlecima 1571. godine. Molitvenik je u Europi poznat kao Horarum liber, Libro d’ore, Livre d’heures, Stundenbuch. 
Sačuvano je malo primjeraka. Dva imaju pridodana azbuku arvackog pisma (hrvatske ćirilice). Pretpostavlja se da su ti molitvenici osim što su bili nabožno štivo, služili i kao početnice za vježbe u čitanju.